# Villa Progreso
Villa Progreso é uma localidade do partido de Berisso, da Província de Buenos Aires, na Argentina. Possui uma população estimada em 5.662 habitantes (INDEC 2001).